# 호소가이 케이
호소가이 케이(일본어: 細貝 圭, 1984년 10월 10일 ~ )는 일본의 배우로, 프로덕션 오기 소속이다. 2008년 뮤지컬 테니스의 왕자님 1st 시즌의 히요시 와카시로 데뷔했다.

## 내력
23살 때까지 미국에 거주한 귀국자녀이기 때문에 영어 실력이 뛰어나 극 내에서 영어 꾸준히 쓰는 에치젠 료마의 배우들인 사카토모 쇼고와 타카하시 류우키의 영어 발음 선생님이 되었을 정도. 또한, 배우들이 만든 프로젝트 그룹인 코코아 오토코에서 베이스를 담당하고 있었다. 그룹이 해체한 지금은 배우는 물론 성우 쪽으로도 영역을 넓혀가고있다. 2019년 4월 18일 같은 소속사의 최근 뮤지컬을 같이 했던 미네기시 미나미와 스킨십을 하고 있는 사진을 담은 기사가 났다. 결과적으로 말하면 기사는 두명의 남자를 언급하고 있지만 이 기사를 가지고 미네기시와 연애를 한다고 확정짓기엔 애매한 부분이 있다. 기사 말미에 언급된 내용에 따르면 호소가이는 스킨십을 많이 하는 타입이라고 하며 심지어 여자친구도 있다. 단란하게 이야기 하고 있었다는 증언이 전부인 두번째 사람도 단순히 지인 중 1명일 뿐이라고 한다. 본인 트위터를 통해 이번 일을 사과했다.

## 출연작

### TV 드라마
- 2011년 ~ 2012년 해적전대 고카이저 - 바스코 타 조로키아 역

## 영화
- 하나오니1:운명의장난

- 타카츠키 레이지 역
- 하나오니2:사랑의시작

- 타카츠키 레이지 역
- 하나오니3:복수의시간

- 타카츠키 레이지 역
- 해적전대 고카이저 VS 우주형사 갸반 - 바스코 타 조로키아 역
- 특명전대 고버스터즈 vs. 해적전대 고카이저 THE MOVIE - 바스코 타 조로키아 역